# Cantua alutacea
Cantua alutacea là một loài thực vật có hoa trong họ Polemoniaceae. Loài này được Infantes mô tả khoa học đầu tiên năm 1962.